# Wijgmaal
Wijgmaal est une section de la ville belge de Louvain située en Région flamande dans le Brabant flamand. Ce gros village se trouve sur la rive droite du canal Louvain-Dyle, à quelques kilomètres au nord de Louvain. Avant la fusion des communes de 1977 le village de Wijgmaal faisait intégralement partie de la commune de Herent.